# Casa Taberner
La casa Taberner és un edifici situat a la cantonada dels carrers de la Boqueria i del Cardenal Casañas de Barcelona, catalogat com a bé amb elements d'interès (categoria C).

## Història
En aquest indret hi havia un portal de la muralla de la Rambla del segle xiii amb una capella dedicada a Santa Eulàlia, ja que segons la tradició hi havia estat martiritzada. El 1784, després del seu enderrocament, el farmacèutic Josep Ferrera i Pasqual va demanar permís per a reedificar la seva casa dels carrers de la Riera del Pi i de la Boqueria, i va sufragar la construcció d'una nova capella.
El 1898, Domènec Taberner i Prims va fer enderrocar els edificis existents per a reconstruir-los de nova planta, segons el projecte de l'arquitecte Antoni Coll i Fort. El 1901, s'hi van inaugurar els nous Magatzems Santa Eulàlia, propietat del mateix Taberner, que van tancar el 1944. Al principal hi tenia el seu despatx l'advocat Ferran Valls i Taberner.

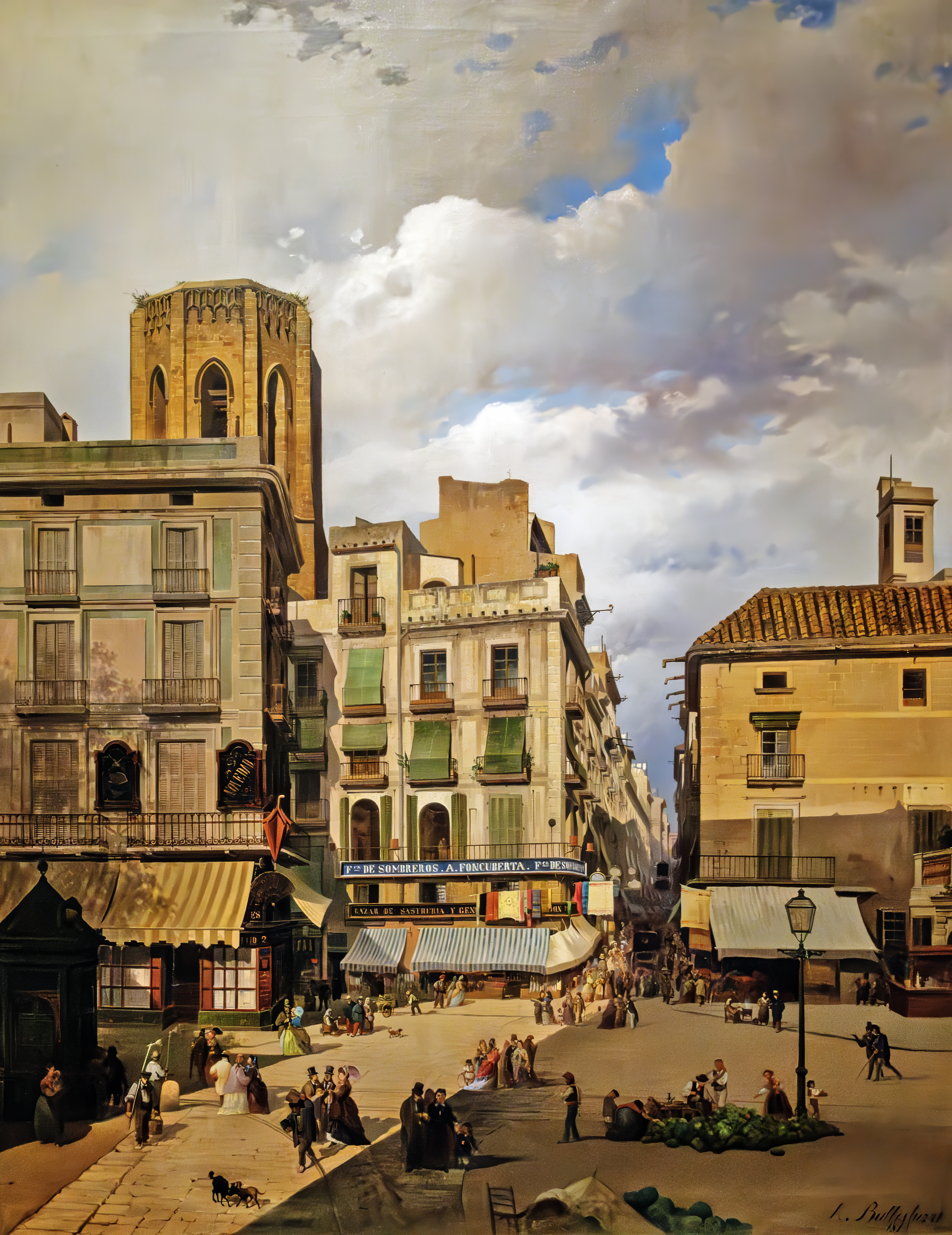
El pla de la Boqueria (1873), obra d'Achille Battistuzzi

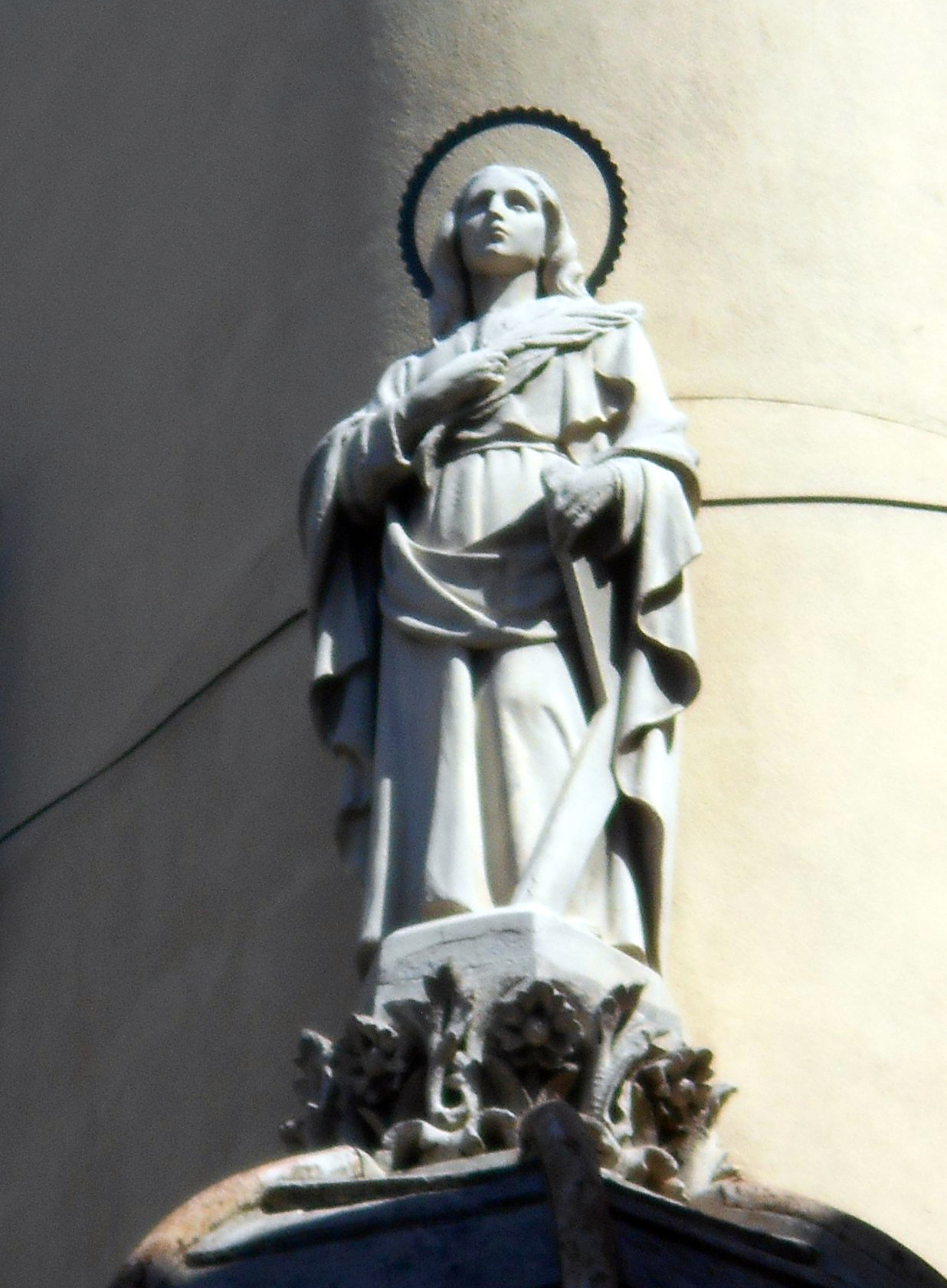
Imatge de Santa Eulàlia

Posteriorment, s'hi instal·là una sucursal del Banco Hispano Americano (que el 1919 havia adquirit la Banca Marcet), després Banco Central Hispano i actualment Banco Santander. El 2016, el fons voltor BMB Investment va adquirir la major part de l'edifici (a excepció de l'oficina bancària i l'àtic) per a fer-hi pisos de luxe.

## Descripció
Edifici d'habitatges en cantonada de planta baixa, entresòl i tres pisos i terrat pla amb un àtic enretirat de la façana. El principal té una balustrada amb peces escultòriques de temàtica vegetal, mentre que als altres pisos la barana és de ferro forjat i al darrer hi ha petites balconades de planta semicircular. També les obertures són diferents: amb frontons alternativament circulars i triangulars al principal, de llinda plana al segon pis, i d'arc de mig punt tipus galeria al tercer. El parament és d'estuc llis, llevat dels baixos i l'entresòl, on apareix un especejament horitzontal.
A la cantonada del terrat hi ha un templet de planta quadrada sobre el qual hi havia un grup escultòric, suprimit durant o poc després de la Guerra Civil espanyola. A la del principal hi ha una tribuna de planta circular recolzada en una columna adossada, amb columnes estriades d'ordre corinti i coronada amb una cúpula, sobre la qual hi ha una imatge de Santa Eulàlia, obra d'Eduard Alentorn. L'escultura s'ajusta als cànons clàssics i representa la santa com una noia jove, vestida amb túnic i mantell i amb una aureola al cap. A la mà dreta sobre el pit porta una palma, que simbolitza els sants màrtirs; al costat esquerre, la creu en aspa amb què fou crucificada, sobre la qual recolza la mà.
A l'alçada de l'entresol i a la cantonada, per la banda del carrer del Cardenal Casañas, hi ha una làpida escrita en llatí, col·locada el 1900 per Domènec Taberner en agraïment a la santa pel guariment d'una malaltia:
EVLALIAE / VIRGINIS ET. MARTYRIS / PATRONAE. SANCTAE. OPIFERAE. SOSPITATRICIS / CIVITATIS. BARCINONENSIS / QVVM. VETVSTISSIMA. EFFIGIES / HEIC. OLIM EXSTANS. / DIRVTA. IN. DOMO / PROPE. LOCVM. VBI. HONOREM. VIRGINITATIS / MATYRII. LAVDE. CVMVLAVIT. / SVPERIORVM. TEMPORVM. / INIVRIA. ET. NEGLIGENTIA / IAMDIV. FVERIT. PENITVS. AMISSA / NEC. INTER. AEDIFICII. RVDERA / NEC. VLLO. IN. LOCO. AMPLIVS. REPERTA / VT. REI. AC. PRSTINAE. IMAGINIS. MEMORIA / NVLLA. VNQVAM. AETATE. DILABATVR / NOVAM. HANC. IPSIVS. LAPIDEAM. STATVAM / HISCE. IN. AEDIBUS. VETERI. SVPER. EADEM. AREA / SVA. IMPENSA. A. FVNDAMENTO. INSTAVRATIS / DOMINICVS. TABERNER. ET. PRIMS / CONSTITVENDAM. CVRAVIT / ANNO. CHRISTIANO. M.D.CCCC. / AD. PRAESENTISSIMVM. CAELESTIS. PATRONAE. AUXILIUM / SIBI. SVISQVE. SERAM. IN. POSTERITATEM / PROMERENDVM / EDWARDUS MARIA GARCIA / FRVTOS / E SOCIETATE IESV
Per la banda del carrer de la Boqueria hi ha una altra làpida (robada el 1993; l'actual és una copia), sufragada el 1785 pel farmacèutic Josep Ferrera i Pasqual, que recorda l'antiga imatge i la capella:
D.O.M. / HANC. LAPIDEAM. IMAGINEM. / INCLITAE. BARCHINONENSIS. EULALIAE. / GLORIOSISSIMI MONUMENTUM. MARTYRII. / PER. IPSAM NON. PROCUL. AB. HINC. CONSUMMATI. / PRISCAE. PORTAE. / QUONDAM. PROPE. HUIC. LOCO. CONTIGUAE. / TANTAE. HEROÏNAE. SACRAE. / VERSIONI. OB. PUBLICAM. VENUSTATEM. PROCURATAE. SUPERSTITEM. / AC. RELLIGIONE. SERVATAM. / TANDEM. / CAROLO III. IMPERANTE. / EX. HUMANISSIMA. HUJUSCE. CIVITATIS. SENATUS. CONCESSIONE. / IN. HIS. QUAS DENUO. EXAEDICAVIT AEDIDUS / PUBLICAE. DEVOTIONIS. / PRIVATAEQUE. CLIENTELAE. PIGNUS / REPOSUIT. / JOSEPHUS, FERRERA ET PASQUAL. PHARMACOPOLA BARCHINONAE. / ANNO DOMINI M D CC L XXXV